# Blue Revolution
『Blue Revolution』（ブルー・レヴォリューション）は、浜田麻里の5枚目のアルバム。ビクター音楽産業／Invitationから1985年12月21日に発売された。

## 構成
1985年10月21日に先行シングルとしてリリースされた「Blue Revolution」をはじめ、前作『RAINBOW DREAM』に引き続きカヴァー楽曲が収録され、2曲目の「Helter Skelter」はイギリスのロックバンドであるビートルズが1968年に発表した楽曲、9曲目の「What About Love」はアメリカのロックバンドであるハートが1982年に発表した楽曲の2曲を歌唱している。
カヴァー楽曲の選曲に関して、2曲目の「Helter Skelter」は浜田がデビュー前にデモテープに録音するほど好きな楽曲で、ディレクターから「いいんじゃない？」と許可が下りたことですぐ決まったものの、9曲目の「What About Love」に対しては結構悩んだといい、当時レコーディングの過渡期で、早く完成させなきゃいけないスケジュールなどもあったため、「最終的にカヴァー曲で埋めようみたいなところはちょっとあったと思います」と語っている。

## 制作
前作『RAINBOW DREAM』に引き続き、ギタリストとして松本孝弘が参加しており、5曲目の「Stormy Love」は浜田との共作ではあるが作曲を担当している。

## 批評
| 専門評論家によるレビュー | 専門評論家によるレビュー |
| レビュー・スコア         | レビュー・スコア         |
| 出典                     | 評価                     |
| ------------------------ | ------------------------ |
| CDジャーナル             | 肯定的                   |

『CDジャーナル』は、楽曲に関して「ドライブ感溢れるスピーディな演奏を聴かせてくれる」としたうえで、浜田の歌唱力と楽曲に対しては「彼女の高音はロックのフィーリングにピッタリだ」といずれも肯定的に評価している。

## 収録曲

### LPレコード盤
| 全編曲: H.M. PROJECT。 |                     |           |                   |       |
| #                      | タイトル            | 作詞      | 作曲              | 時間  |
| 1.                     | 「Blue Revolution」 | 浜田麻里  | 松沢浩明 河野陽吾 | 4:46  |
| 2.                     | 「Helter Skelter」  | J.Lennon  | P.McCartney       | 3:13  |
| 3.                     | 「Love Trial」      | 浜田麻里  | 松沢浩明          | 4:29  |
| 4.                     | 「Empty Heart」     | 浜田麻里  | H.Killy           | 4:06  |
| 5.                     | 「Stormy Love」     | 浜田麻里  | 浜田麻里 松本孝弘 | 3:34  |
| 合計時間:              | 合計時間:           | 合計時間: | 合計時間:         | 20:08 |

| 全編曲: H.M. PROJECT。 |                     |                           |                           |       |
| #                      | タイトル            | 作詞                      | 作曲                      | 時間  |
| 1.                     | 「Another Way」     | 浜田麻里                  | 松沢浩明                  | 4:00  |
| 2.                     | 「Keep On Dreams」  | 浜田麻里                  | H.Killy                   | 4:56  |
| 3.                     | 「Hard Dancin'」    | 浜田麻里                  | 西村昌敏                  | 5:02  |
| 4.                     | 「What About Love」 | S.Alton B.Allen J.Vallanc | S.Alton B.Allen J.Vallanc | 3:39  |
| 合計時間:              | 合計時間:           | 合計時間:                 | 合計時間:                 | 17:37 |

### CD盤
| 全編曲: H.M. PROJECT。 |                     |                           |                           |       |
| #                      | タイトル            | 作詞                      | 作曲                      | 時間  |
| 1.                     | 「Blue Revolution」 | 浜田麻里                  | 松沢浩明 河野陽吾         | 4:46  |
| 2.                     | 「Helter Skelter」  | J.Lennon                  | P.McCartney               | 3:13  |
| 3.                     | 「Love Trial」      | 浜田麻里                  | 松沢浩明                  | 4:29  |
| 4.                     | 「Empty Heart」     | 浜田麻里                  | H.Killy                   | 4:06  |
| 5.                     | 「Stormy Love」     | 浜田麻里                  | 浜田麻里 松本孝弘         | 3:34  |
| 6.                     | 「Another Way」     | 浜田麻里                  | 松沢浩明                  | 4:00  |
| 7.                     | 「Keep On Dreams」  | 浜田麻里                  | H.Killy                   | 4:56  |
| 8.                     | 「Hard Dancin'」    | 浜田麻里                  | 西村昌敏                  | 5:02  |
| 9.                     | 「What About Love」 | S.Alton B.Allen J.Vallanc | S.Alton B.Allen J.Vallanc | 3:39  |
| 合計時間:              | 合計時間:           | 合計時間:                 | 合計時間:                 | 37:45 |

## 参加ミュージシャン
- All voices : 浜田麻里

| Blue Revolution - Guitars : 松本孝弘 - Drums : LINN II - Keyboards : 河野陽吾 - Bass : 山田友則 Helter Skelter - Guitars : 松本孝弘 - Drums : 岡本郭男 - Keyboards : 厚見玲衣 (VOW WOW) - Bass : 鳴瀬喜博 Love Trial - Guitars : 松本孝弘 - Drums : 岡本郭男 - Keyboards : 厚見玲衣 (VOW WOW) - Bass : 鳴瀬喜博 Empty Heart - Guitars : 松本孝弘 - Drums : 岡本郭男 - Keyboards : 大平勉 - Bass : 鳴瀬喜博 Stormy Love - Guitars : 松本孝弘 - Drums : 岡本郭男 - Keyboards : 厚見玲衣 (VOW WOW) - Bass : 鳴瀬喜博 | Another Way - Guitars : 松本孝弘 - Drums : 岡本郭男 - Keyboards : 厚見玲衣 (VOW WOW) - Bass : 鳴瀬喜博 Keep On Dreams - Guitars : 松本孝弘 - Drums : 岡本郭男 - Keyboards : 大平勉 - Bass : 鳴瀬喜博 Hard Dancin' - Guitars : 松本孝弘 - Drums : 岡本郭男 - Keyboards : 厚見玲衣 (VOW WOW) - Bass : 鳴瀬喜博 What About Love - Guitars : 松本孝弘 - Drums : 岡本郭男 - Keyboards : 大平勉 - Bass : 鳴瀬喜博 |

## リリース日一覧
| 地域 | リリース日     | レーベル                                      | 規格   | 規格品番   | 概要                                                         | 順位 |
| ---- | -------------- | --------------------------------------------- | ------ | ---------- | ------------------------------------------------------------ | ---- |
| 日本 | 1985年12月21日 | ビクター音楽産業／Invitation                  | LP     | VIH-28239  |                                                              | 16位 |
| 日本 | 1985年12月21日 | ビクター音楽産業／Invitation                  | CD     | VDR-1134   | 初CD (廃盤)                                                  | 11位 |
| 日本 | 1994年3月24日  | ビクターエンターテイメント／SPEEDSTAR RECORDS | CD     | VICL-22018 | 再発 (廃盤)                                                  | -    |
| 日本 | 2008年10月22日 | ビクターエンターテイメント／Invitation        | CD     | VICL-63090 | デジタル・リマスタリング / 25th Anniversary 紙ジャケット仕様 | -    |
| 日本 | 2014年1月15日  | JVCケンウッド・ビクターエンタテインメント     | SHM-CD | VICL-70111 | デジタル・リマスタリング / 30周年記念高音質SHM-CD化          | -    |